# NK맥스
주식회사 NK맥스(영어: NK Max)는 자연 살해 세포(Natural killer cell) 기반의 면역세포치료제 개발 바이오 기업이다.

## 역사
2016년 에이티젠 관계사로 설립되었다가 2019년 2월 에이티젠에게 인수합병, 사명을 ‘엔케이맥스’로 변경하였다.

## 논란
2024년 3월 불성실공시 누적 이슈로 상장적격성 실질심사 사유가 발생하면서 주식 거래가 정지되었으며 감사인인 태성회계법인으로부터 최근 사업연도 재무제표에 대한 감사의견 거절을 받아  상장폐지에 대한 위기감이 커졌다.
대주주였던 박상우 대표이사는 사채권자 등으로부터 주식담보대출 반대매매를 당해 지분율이 0.01%으로 떨어졌으며 회사 부사장은 주식 1억6517만원 어치에 장내 매도했다.